# Josef Albers

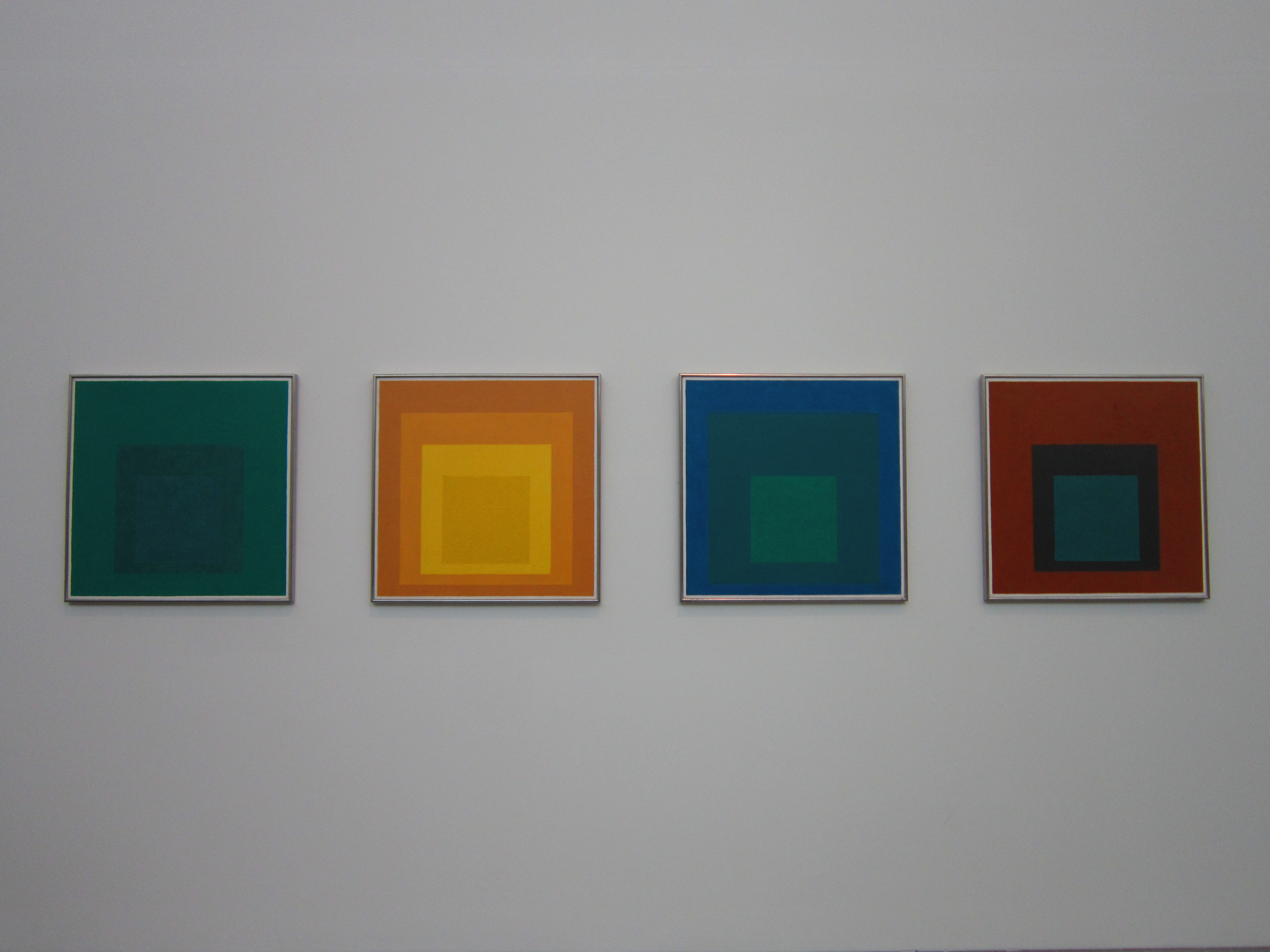
Prace artysty w Tate Modern

Josef Albers (ur. 19 marca 1888 w Bottrop, zm. 25 marca 1976 w New Haven) – amerykański artysta, teoretyk sztuki, projektant oraz nauczyciel akademicki pochodzenia niemieckiego.

## Młodość
Urodził się w Bottrop (Cesarstwo Niemieckie), jako syn Lorenza Albersa, malarza pokojowego i rzemieślnika oraz Magdaleny Schumacher. Ukończył w 1908 r. kolegium nauczycielskie w Büren i uczył w szkołach publicznych w Bottrop i sąsiednich miastach Westfalii.

## Kariera
Latem 1908 r. wyjechał do Monachium, aby poznać sztukę współczesną w galeriach i historycznych zbiorach Pinakoteki. Najwcześniejszy znany rysunek Albersa, Stadtlohn, widok kościoła z jego okna, pochodzi z 1911 r., a w 1913 r. wziął urlop w westfalskim systemie edukacyjnym i zapisał się na formalne studia artystyczne w Królewskiej Szkole Artystycznej w Berlinie. Uzyskał dyplom nauczyciela plastyki i wrócił do Bottrop w 1915 r., gdzie zaczął uczyć sztuki w miejscowym gimnazjum. W tym samym czasie kontynuował naukę w Kunstgewerbeschule w pobliskim Essen i zaczął drukować w różnych mediach – linorycie, drzeworytach i litografiach. W 1917 r. Albers otrzymał swoje pierwsze zlecenie, witraż do kościoła św. Michała w Bottrop, który ukończył w 1918 r. (później zniszczony).
Wywodził się ze szkoły Bauhausu, gdzie uczył się oraz pracował jako wykładowca. W 1933 r. wyemigrował wraz z żoną Anni do Stanów Zjednoczonych, gdzie wykładał w Black Mountain College oraz na Uniwersytecie Yale. Był jednym z najbardziej wpływowych amerykańskich pedagogów koloru w II połowie XX w. Podczas swojej pracy na Uniwersytecie Yale w 1950 r. rozpoczął pracę nad swoim najbardziej znanym cyklem prac pt. Homage to the Square (Hołd kwadratowi). Za pomocą trzech lub czterech barwnych nakładających się na siebie płaszczyzn w kształcie kwadratów analizował on wzajemne oddziaływanie barw. Na podstawie tych obserwacji w 1963 r. opublikował serię seriografii – studium teorii koloru Interaction of Color (Interakcja kolorów).